# Florian Philippot

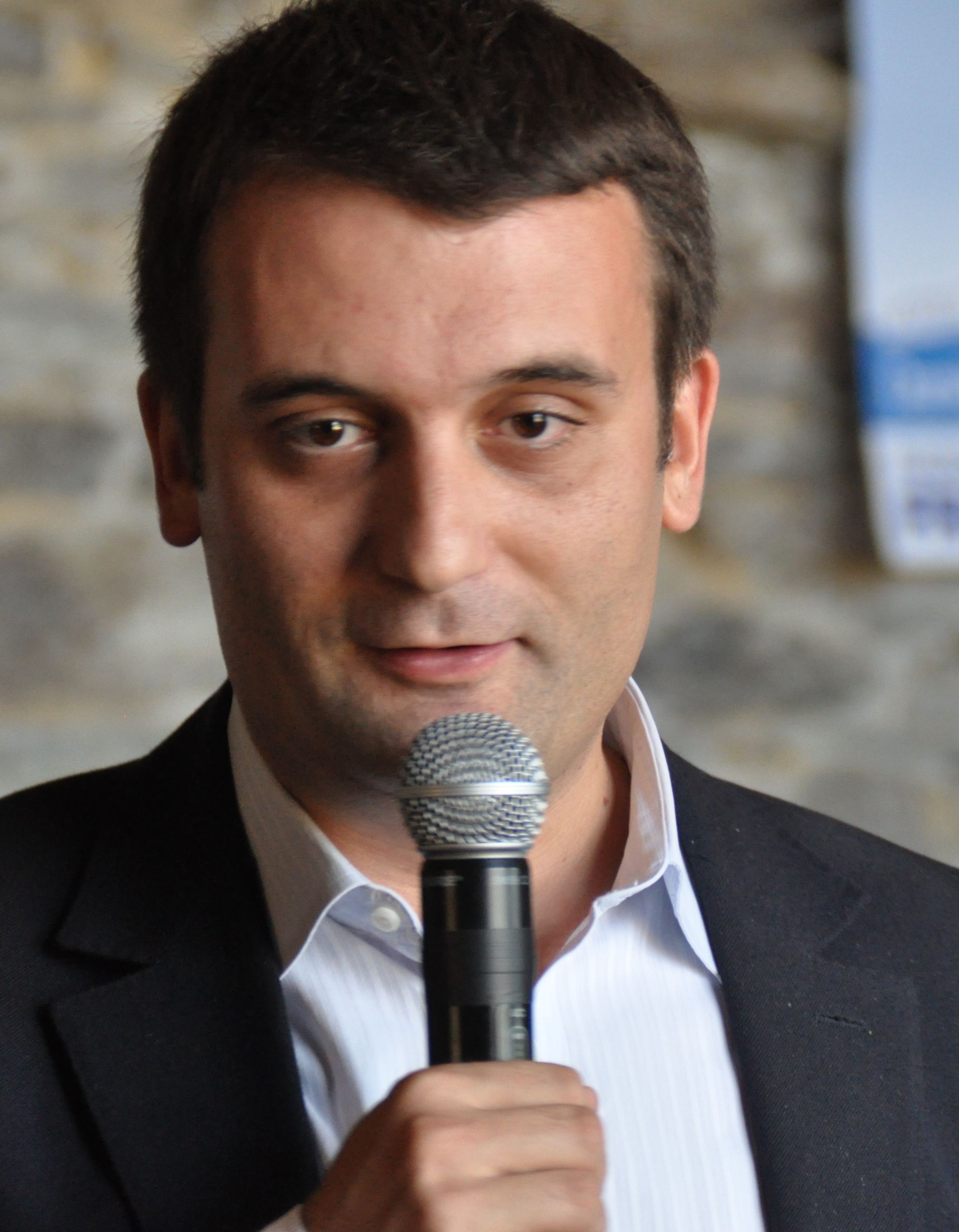
Florian Philippot (2012)

Florian Philippot (* 24. Oktober 1981 in Croix, Département Nord) ist ein französischer Politiker und seit deren Gründung 2017 Vorsitzender der souveränistischen und euroskeptischen Splitterpartei Les Patriotes (LP). Zuvor gehörte er dem Front National (FN) an, dessen stellvertretender Vorsitzender er von 2012 bis zu seinem Austritt 2017 war. Von 2014 bis 2019 war er Mitglied des Europäischen Parlaments und von 2016 bis 2021 Mitglied des Regionalrats von Grand Est.

## Ausbildung und Beruf
Philippot wuchs als Sohn einer Lehrerin und eines Grundschuldirektors in Bondues, einem vornehmen Vorort von Lille, auf. Nach der wirtschaftswissenschaftlichen Vorbereitungsklasse am Lycée Louis-le-Grand in Paris studierte er an zwei Elitehochschulen: zunächst von 2001 bis 2005 an der École des hautes études commerciales de Paris (HEC) und dann von 2007 bis 2009 an der École nationale d’administration (ENA), wo er wie Clément Beaune und Aurélien Rousseau zu dem nach Willy Brandt benannten Jahrgang gehörte. Anschließend wurde er als Beamter der Inspection générale de l’administration in den Dienst des französischen Innenministeriums übernommen, seit 2011 ist er aber aufgrund seiner parteipolitischen Aktivität freigestellt.

## Politische Laufbahn

### Politische Anfänge beim FN
Bei der Präsidentschaftswahl 2002 unterstützte Philippot – damals Student an der HEC – den linken Souveränisten Jean-Pierre Chevènement. 2009 begegnete er erstmals Marine Le Pen und begann sich in ihrer rechtsextremen Partei Front National (FN) zu engagieren. Ab Juli 2012 war Philippot stellvertretender Vorsitzender des Front National. Er kandidierte bei den Parlamentswahlen im Juni 2012 für den FN im 6. Wahlkreis des Département Moselle (im ehemaligen lothringischen Kohlenrevier, größte Stadt Forbach). Im ersten Wahlgang kam er mit 26,34 % der Stimmen auf Platz zwei, hinter Laurent Kalinowski (PS), 37,45 %. Im zweiten Wahlgang unterlag der junge Kandidat mit 46,3 % der gültigen Stimmen (53,7 % für Kalinowski).
Bei den Kommunalwahl im März 2014 führte er die Liste des Front national in Forbach (Moselle) gegen den Bürgermeister und Abgeordneter Laurent Kalinowski (PS). Bei den Europawahlen im Mai desselben Jahres führte Florian Philippot die FN-Liste im Wahlkreis Ostfrankreich. Mit 29 % der Stimmen kam seine Liste auf den ersten Platz und er zog ins Europäische Parlament ein. Dort war er Mitglied im Ausschuss für Binnenmarkt und Verbraucherschutz, im Ausschuss für konstitutionelle Fragen und bis 2015 Delegierter zur Paritätischen Parlamentarischen Versammlung AKP-EU.
Florian Philippot führte bei den Regionalwahlen im Dezember 2015 die Liste des Front National in der Region Grand Est (ehemalige Regionen Elsass, Champagne-Ardenne und Lothringen) an. Im ersten Wahlgang erreichte er 36,1 % der Stimmen und erreichte den ersten Platz vor Philippe Richert (LR, 25,8 %) und Jean-Pierre Masseret (PS, 16,1 %). Im zweiten Wahlgang unterlag er mit 36,1 % der Stimmen der Liste der Republikaner (Richert, 48,4 %). Die Liste der Parti Socialiste kam auf 15,5 % der Stimmen. Danach wurde Philippot Mitglied des Regionalrates und Vorsitzender der Fraktion des Front National. Nach seiner Wahl als Regionalrat verzichtete Philippot auf sein Mandat als Stadtrat von Forbach. Bei den Parlamentswahlen 2017 erreichte Florian Philippot in seinen Wahlkreis im ersten Wahlgang mit 23,8 % der Stimmen den ersten Platz. Im zweiten unterlag er mit 43 % Christophe Arend von La République en Marche, der liberalen Partei des neugewählten Staatspräsidenten Emmanuel Macrons (57 %).

### Les Patriotes
Im September 2017 entzog die FN-Vorsitzende Marine Le Pen Philippot wichtige Zuständigkeiten. Er blieb zwar stellvertretender Parteivorsitzender, hatte aber keinen besonderen Aufgabenbereich in der Parteiführung mehr. Le Pen reagierte damit auf seine Weigerung, den Vorsitz der vor der Parlamentswahl im Juni 2017 von ihm gegründeten Vereinigung Les Patriotes aufzugeben, die sich selbst als Gesprächsplattform innerhalb des FN sah. Daraufhin verließ Philippot die FN. Ende September 2017 konstituierte sich Les Patriotes als Partei. Ab September führte er, die durch Abspaltung der FN-Fraktion von Philippot gegründete Fraktion von Les Patriotes im Regionalrat der Region Grand Est. Philippot und zwei weitere Abgeordnete wechselten Anfang Oktober von der FN-dominierten ENF-Fraktion im Europaparlament zur konkurrierenden EFDD-Fraktion, deren stellvertretender Vorsitzender Philippot wurde. 
Im Gegensatz zum Rassemblement National (seit 2018 neuer Name der FN) setzten die Patriotes weiterhin auf einen Austritt Frankreichs vom Euro und zielten auf ein Wahlergebnis von über 5 % bei den Europawahlen im Mai 2019; die Partei erreichte letztlich aber nur 0,65 % und erhielt kein Abgeordnetenmandat.
Philippot kandidierte bei den Kommunalwahlen 2020 in Forbach; seine Liste erreichte im ersten Wahlgang 9,7 % der Stimmen (verglichen zu 4,3 % für die RN-Liste von Lucien Terragnolo). Da in Frankreich bei der Kommunalwahl 10 % der gültigen Stimmen nötig sind um zum zweiten Wahlgang zugelassen zu werden, scheiterte der Vorsitzenden der Patrioten knapp. Mit seiner Corona-skeptischen Positionen konnte seine Partei ihre Mitgliedzahl mehr als verzehnfachen. Nach eigenen Angaben zählten Les Patriotes im Dezember 2021 35.000 Mitglieder. Florian Philippot führte bei den Regionalwahlen im Juni 2021 in der Region Grand Est die gegen die Corona-Maßnahmen gerichtete Liste « Liberté » (Freiheit) an. Sie vereinigte außer Mitglieder von Les Patrioten auch die christlich-konservative Kleinpartei VIA, la voie du peuple. Im ersten Wahlgang erreichte er aber nur 6,95 % der Stimmen und verlor somit sein letztes politisches Mandat.

### Präsidentschaftswahl 2022
Am 14. Juli 2021 und zwei Tage, nachdem Staatspräsident Emmanuel Macron einen allgemeinen Immunitätsausweis (passe sanitaire) eingeführt hatte, kündigte Florian Philippot an, bei der Präsidentschaftswahl 2022 kandidieren zu wollen.
Er konnte jedoch nur einen der benötigten 500 offiziellen Bürgen, die er für seine Kandidatur benötigte (Wahlempfehlung, die von mindestens 500 Bürgermeistern in Frankreich abgegeben werden müssen, damit ein Kandidat für die Präsidentschaftswahl zugelassen wird), für sich gewinnen; er kündigte daher im Februar 2022 an, dass er das Rennen um die Präsidentschaft ausscheiden werde. Eine interne Befragung von Mitgliedern seiner Partei ergab, dass mehr als 40 % der befragten seine Konkurrenten im rechten Spektrum Eric Zemmour und 28 % Nicolas Dupont-Aignan unterstützen wollten.
Im März 2022 schloss er sich mit dem Kandidaten Nicolas Dupont-Aignan zusammen und kündigte ein Wahlbündnis mit der Partei Debout la France für die Parlamentswahlen an. Nach dem ersten Wahlgang forderte er seine Anhänger auf, gegen Emmanuel Macron und zugunsten von Marine Le Pen zu stimmen.
Bei den Parlamentswahlen 2022 unterlag er in seinem Wahlkreis im Departement Moselle mit 4,62 % der abgegebenen Stimmen.

## Politische Positionen
Philippot bezeichnet sich selbst als überzeugten Gaullisten und ist seit seiner Studienzeit Kritiker der europäischen Einigung und des Euro. Dabei unterstützte er unter anderem die Wahlkampagne des Linksnationalisten Jean-Pierre Chevènement zur französischen Präsidentschaftswahl 2002 und die Kampagne für ein Nein zur europäischen Verfassung beim Referendum im Mai 2005. Nach seinem Eintritt war er maßgeblich für die Umgestaltung des wirtschaftspolitischen Programms der Partei verantwortlich, das früher eher wirtschaftsliberal war und seither auf eine starke Rolle des Staates und einen Erhalt des französischen Sozialstaates setzt. Philippot galt als enger Vertrauter der Parteichefin Marine Le Pen, innerhalb der Parteibasis war er dagegen wegen seines Bekenntnisses zum Gaullismus und als Absolvent einer Elitehochschule, wie es für Politiker anderer Parteien in Frankreich typisch ist, umstritten.
Parteiintern umstritten war auch seine als dédiabolisation („Entteufelung“) bezeichnete Strategie der Öffnung zur politischen Mitte hin u. a. durch die Entmachtung des früheren Parteivorsitzenden Jean-Marie Le Pen, mit der er versuchte, für den FN so viele Wähler wie möglich unter den Anhängern der zentristischen und linken Parteien zu gewinnen. Philippot war auch Verfechter einer harten anti-europäischen Linie (mit dem erklärten Ziel des Ausstiegs aus der Eurozone) und versuchte so, den FN als Sammelbecken der Euroskeptiker zu etablieren – das Scheitern dieser Strategie ist nach Ansicht seiner Kritiker verantwortlich für die Wahlniederlage von Marine Le Pen bei den Präsidentschaftswahlen 2017.
Ab 2020 war Philippot einer der Anführer der Bewegung gegen die Corona-Maßnahmen in Frankreich. Er verteidigte den umschrittenen Infektiologen Didier Raoult und äußerte sich gegen die Masken-Pflicht und die Impfpolitik der französischen Regierung.
Außerdem fordert Florian Philippot weiterhin den Austritt Frankreichs aus der Europäischen Union, dem Euro, dem Schengen-Abkommen und der NATO.

## Sonstiges
Der Lebensgefährte Philippots ist ein französischer Journalist.